# Алексанян, Самвел Лиминдрович
Самвел Лиминдрович Алексанян (арм. Սամվել Լիմինդրի Ալեքսանյան; род. 19 августа 1968, Ереван) — армянский предприниматель и бывший депутат парламента.
Является владельцем компании «Aлекс групп» которая осуществляет импорт сахара, сливочного и растительного масла в Армению.

## Биография
- 1988—1990 — служил в советской армии.
- 1990—1993 — мастер на заводе «Анжелика», а в 1993—1994 — начальник цеха.
- 1994—2003 — занимался частным предпринимательством.
- 1997—2002 — Армянская сельскохозяйственная академия. Награждён медалью «За заслуги в развитии олимпийского движения в Армении» (2002).
- 2003—2007 — был депутатом парламента. Член постоянной комиссии по финансово-кредитным, бюджетным и экономическим вопросам. Беспартийный.
- 12 мая 2007 — избран депутатом парламента. Член Республиканской партии Армении.
- в 2017 году избран по списку Республиканской партии Армении в парламент, затем стал независимым.
- в 2021 году ушёл в отставку.

## Награды
- Орден «За заслуги перед Отечеством» II степени (24 сентября 2015 года) — за активную поддержку в организации и проведении мероприятий, посвящённых 100-летию Геноцида армян[1]